# Sinfonía n.º 74 (Haydn)

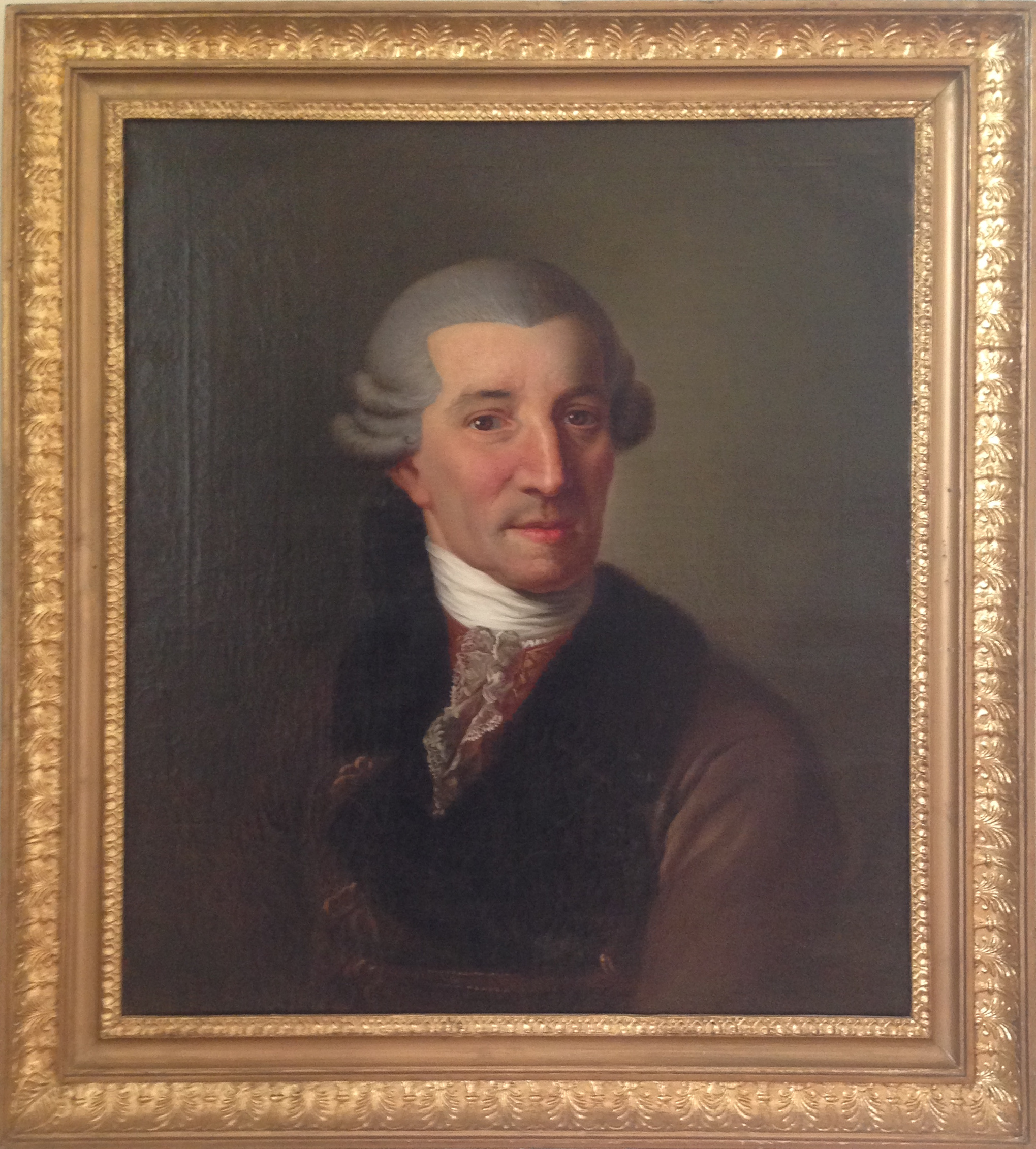
Haydn en 1785.

La Sinfonía n.º 74 en mi bemol mayor, Hob. I:74 fue compuesta por Joseph Haydn en algún momento entre 1780 y 1781.

## Historia
La producción sinfónica del maestro austríaco puede dividirse a grandes rasgos en tres bloques temporales: el primer bloque (1757-1761) se corresponde con su periodo al servicio del conde Carl von Morzin (n.º 1 - n.º 5); el segundo bloque en la corte Esterházy (1761-1790 pero con la última sinfonía para el público de Esterházy en 1781); y el tercer bloque (1782-1795) comprende las Sinfonías de París (n.º 82 - n.º 87) y las Sinfonías de Londres (n.º 93 - n.º 104). El 1 de mayo de 1761 el compositor firmó su contrato como vice-kapellmeister (más tarde kapellmeister) de la familia Esterházy, que nominalmente duró 48 años, hasta su muerte.
La composición de esta pieza se desarrolló en algún momento entre 1780 y 1781. Al igual que su célebre predecesora la Sinfonía n.º 73 "La chasse", la n.º 74 muestra a su creador totalmente cómodo y en la cima de su arte. Da la impresión de que la fricción que se produjo por el desagrado del príncipe Esterházy por el lenguaje Sturm und Drang fue innecesaria, ya que parece que el compositor se sentía "encadenado" por aquella moda cuando estaba en esa línea y es probable que compartiera la opinión de su mecenas, que por otra parte le apoyaba, al menos hasta cierto punto.

## Instrumentación
La partitura está escrita para una orquesta formada por:
- Viento madera: 1 flauta, 2 oboes y 1 fagot.
- Viento metal: 2 trompas.
- Cuerda: una sección de cuerdas con 2 violines, viola, violonchelo y contrabajo.

En cuanto a la participación del clavecín como bajo continuo en las sinfonías de Haydn existen diversas opiniones entre los estudiosos: James Webster se sitúa en contra; Hartmut Haenchen a favor; Jamie James en su artículo para The New York Times presenta diferentes posiciones por parte de Roy Goodman, Christopher Hogwood, H. C. Robbins Landon y James Webster. A partir de 2019 la mayor parte de las orquestas con instrumentos modernos no utiliza el clavecín como continuo. No obstante, existen grabaciones con clavecín en el bajo continuo realizadas por: Trevor Pinnock (Sturm und Drang Symphonies, Archiv, 1989-1990); Nikolaus Harnoncourt (n.º 6–8, Das Alte Werk, 1990); Sigiswald Kuijken (incluidas las Sinfonías de París y Londres; Virgin, 1988-1995); Roy Goodman (Ej. n.º 1-25, 70-78, 82-87; Hyperion, 2002).

## Estructura y análisis
La sinfonía consta de cuatro movimientos:
- I. Vivace assai, en mi bemol mayor 4
4
- II. Adagio cantabile, en si bemol mayor 2
4
- III. Menuet. Allegretto – Trio, en mi bemol mayor 3
4
- IV. Finale. Allegro assai, en mi bemol mayor 6
8

La interpretación de esta obra dura aproximadamente entre 20 y 25 minutos. Se trata de una sinfonía a veces deliciosamente estrafalaria, cuya verdadera originalidad surge de la fidelidad del compositor a sí mismo, de su personalidad mezclada con su creatividad. Los dos últimos movimientos son menos innovadores pero agradables.

### I.Vivace assai
El primer movimiento, Vivace assai, está escrito en la tonalidad de mi bemol mayor, en compás de 4/4 y sigue la forma sonata. El movimiento de apertura se articula en torno al contraste entre tres fuertes "golpes de martillo", junto con algunas ideas relacionadas más adelante, y un motivo tranquilo con el ritmo: largo-largo-breve-breve-breve (las notas largas descienden por tonos, las breves simplemente se repiten). Este último motivo da lugar a notables pasajes reflexivos en el desarrollo, y de nuevo al final de la recapitulación, hasta que Haydn cierra el movimiento de forma brillante y risueña. Empieza en un estilo italiano con los tres "golpes de martillo" que son acordes de tríada de tónica en forte seguidos por una respuesta en pianissimo legato. Sobre el papel esta apertura recuerda a la Sinfonía Eroica, si bien auditivamente es muy diferente. El segundo tema se basa en una inversión de la respuesta. El segundo tema empieza como una serenata con violines con sordina tocando una melodía sobre un acompañamiento como de guitarra en los violonchelos. Seguidamente aparecen una serie de tres variaciones pobremente estructuradas que no siguen el patrón estrófico de series anteriores permitiendo a la introducción e interludios se solapen y una coda que tiene un pequeño fugato. Los toques más distintivos son el rumiante segundo sujeto que no parece decidirse por una tonalidad mayor o menor (como si reflexionase sobre "¿qué me pongo?") y un notable crecimiento armónico en el desarrollo.

### II.Adagio cantabile
El segundo movimiento, Adagio cantabile, está en si bemol mayor y en compás de 2/4. Formalmente es un sencillo rondó, que sigue el patrón A–B–A1–B1–A2–Coda. El tema principal exhibe la ágil profundidad típica de muchos movimientos lentos de Haydn. Presenta un curioso acompañamiento de violonchelo bajo el cantarín tema principal. El primer episodio contrastante B está en la dominante y el segundo (acortado) en la subdominante. Cada retorno del largo tema A es ricamente variado tanto en detalles melódicos como en instrumentación. La maravillosa coda trae una declaración más breve y variada para los vientos solos y luego dos para las cuerdas, las tres ricamente contrapuntísticas y expresivas, antes del final cadencial.

### III.Menuet. Allegretto– Trio
El tercer movimiento, Menuet. Allegretto – Trio, está en mi bemol mayor y en compás de 3/4. El minueto presenta ritmos lombardos. En el trío el primer violín interpreta la melodía y un fagot solista lo dobla con frases irregulares de cinco compases en cada cadencia. Este movimiento en realidad no pertenece ni al mundo rústico con los pies en el suelo ni a la élite cortesana, sino a la danza y la elegancia.

### IV.Finale.Allegro assai
El cuarto y último movimiento, Finale. Allegro assai, retoma la tonalidad y el compás es 6/8. Se trata de una giga que responde a la forma sonata. Se inicia con un tema tranquilo, juguetón y melódicamente intrincado, que recuerda al tema final del Cuarteto de cuerda n.º 22 K. 589 de Mozart, en la misma tonalidad y métrica. Los violines primero y segundo comienzan solos, al unísono y en el compás siguiente las cuerdas graves responden en pseudoimitación. El tema se detiene pronto en la dominante, con una extraña pausa melódica. De repente, la melodía irrumpe con fuerza en el bajo, los violines responden con una nueva y apresurada contramelodía, y se lanzan a la carrera. La promesa de un tratamiento genuinamente imitativo no se cumple; en su lugar, se suceden bromas ingeniosas en profusión. La mejor de ellas llega en la repetición: los segundos violines tocan solos el tema, pero los primeros, molestos por haber sido eclipsados, irrumpen un compás "antes de tiempo", lo que conduce directamente al pasaje apresurado y al resto de la recapitulación, que incluye un breve pasaje de imitación real. Este Finale es quizás menos inspirado que otros de su creador. Las cuerdas son tan predominantes que uno tiene la sensación de que aquí los vientos son poco más que un coloreado. En definitiva, vuelve al concepto anterior, menos proteico, de un movimiento de conclusión.